# Stefan Johansson
Stefan Nils Edwin Johansson, švedski dirkač Formule 1, * 8. september 1956, Vaxjö, Švedska.
Stefan Nils Edwin Johansson, bolj znan kot Stefan Johansson, je upokojeni švedski dirkač Formule 1. Debitiral je v sezoni 1980 na Veliki nagradi Argentine z moštvom Shadow. Po nastopih le na nekaj dirkah te ter sezon 1983 in 1984, ko je osvojil tudi prve točke na Veliki nagradi Italije s četrtim mestom, je po prvi dirki v sezoni 1985 prestopil v takrat veliko boljše moštvo Ferrari in dosegel dve drugi mesti na Velikih nagradah Kanade in vzhodnih ZDA. V naslednji sezoni 1986 je zbral štiri tretja mesta in na koncu peto mesto v prvenstvu, v sezoni 1987 pa je bil z McLarnom še uspešnejši s petimi uvrstitvami na stopničke. Po tej sezoni pa je vse do sezone 1990 dirkal za manjša moštva, na stopničke se mu je uspelo prebiti le še enkrat na dirki za Veliko nagrado Portugalske 1989, nakar se je upokojil.

## Popolni rezultati Formule 1
(legenda) (odebeljene dirke pomenijo najboljši štartni položaj, poševne pa najhitrejši krog, †-uvrščen kljub odstopu)
| Leto | Moštvo                               | Šasija         | Motor                 | 1        | 2        | 3        | 4       | 5       | 6        | 7        | 8       | 9       | 10      | 11      | 12       | 13      | 14       | 15       | 16       | Prv | Toč |
| ---- | ------------------------------------ | -------------- | --------------------- | -------- | -------- | -------- | ------- | ------- | -------- | -------- | ------- | ------- | ------- | ------- | -------- | ------- | -------- | -------- | -------- | --- | --- |
| 1980 | Shadow Cars                          | Shadow DN11    | Ford Cosworth DFV V8  | ARG DNQ  | BRA DNQ  | JAR      | ZZDA    | BEL     | MON      | FRA      | VB      | NEM     | AVT     | NIZ     | ITA      | KAN     | ZDA      |          |          | -   | 0   |
| 1983 | Spirit Racing                        | Spirit 201C    | Honda V6 (t/c)        | BRA      | ZZDA     | FRA      | SMR     | MON     | BEL      | VZDA     | KAN     | VB Ret  | NEM Ret | AVT 12  | NIZ 7    | ITA Ret | EU 14    | JAR      |          | 25. | 0   |
| 1984 | Tyrrell Racing Organisation          | Tyrrell 012    | Ford Cosworth DFY V8  | BRA      | JAR      | BEL      | SMR     | FRA     | MON      | KAN      | VZDA    | ZDA     | VB DSQ  | NEM DSQ | AVT DNQ  | NIZ DSQ |          |          |          | 17. | 3   |
| 1984 | Toleman Group Motorsport             | Toleman TG184  | Hart Straight-4 (t/c) |          |          |          |         |         |          |          |         |         |         |         |          |         | ITA 4    | EU Ret   | POR 11   | 17. | 3   |
| 1985 | Tyrrell Racing Organisation          | Tyrrell 012    | Ford Cosworth DFY V8  | BRA 7    |          |          |         |         |          |          |         |         |         |         |          |         |          |          |          | 7.  | 26  |
| 1985 | Scuderia Ferrari                     | Ferrari 156/85 | Ferrari V6 (t/c)      |          | POR 8    | SMR 6    | MON Ret | KAN 2   | VZDA 2   | FRA 4    | VB Ret  | NEM 9   | AVT 4   | NIZ Ret | ITA 5    | BEL Ret | EU Ret   | JAR 4    | AVS 5    | 7.  | 26  |
| 1986 | Scuderia Ferrari                     | Ferrari F1/86  | Ferrari V6 (t/c)      | BRA Ret  | ŠPA Ret  | SMR 4    | MON 10  | BEL 3   | KAN Ret  | VZDA Ret | FRA Ret | VB Ret  | NEM 11  | MAD 4   | AVT 3    | ITA 3   | POR 6    | MEH 12   | AVS 3    | 5.  | 23  |
| 1987 | Marlboro McLaren International       | McLaren MP4-3  | TAG V6 (t/c)          | BRA 3    | SMR 4    | BEL 2    | MON Ret | VZDA 7  | FRA 8    | VB Ret   | NEM 2   | MAD Ret | AVT 7   | ITA 6   | POR 5    | ŠPA 3   | MEH Ret  | JAP 3    | AVS Ret  | 6.  | 30  |
| 1988 | Ligier Loto                          | Ligier JS31    | Judd V8               | BRA 9    | SMR DNQ  | MON Ret  | MEH 10  | KAN Ret | VZDA Ret | FRA DNQ  | VB DNQ  | NEM DNQ | MAD Ret | BEL 11  | ITA DNQ  | POR Ret | ŠPA Ret  | JAP DNQ  | AVS 9    | 26. | 0   |
| 1989 | Moneytron Onyx                       | Onyx ORE-1     | Ford Cosworth DFR V8  | BRA DNPQ | SMR DNPQ | MON DNPQ | MEH Ret | ZDA Ret | KAN DSQ  | FRA 5    | VB DNPQ | NEM Ret | MAD Ret | BEL 8   | ITA DNPQ | POR 3   | ŠPA DNPQ | JAP DNPQ | AVS DNPQ | 12. | 6   |
| 1990 | Moneytron Onyx                       | Onyx ORE-1     | Ford Cosworth DFR V8  | ZDA DNQ  | BRA DNQ  | SMR      | MON     | KAN     | MEH      | FRA      | VB      | NEM     | MAD     | BEL     | ITA      | POR     | ŠPA      | JAP      | AVS      | -   | 0   |
| 1991 | Automobiles Gonfaronnaises Sportives | AGS JH25B      | Ford Cosworth DFR V8  | ZDA DNQ  | BRA DNQ  |          |         |         |          |          |         |         |         |         |          |         |          |          |          | -   | 0   |
| 1991 | Footwork                             | Footwork FA12  | Porsche V12           |          |          | SMR      | MON     | KAN Ret | MEH DNQ  |          |         |         |         |         |          |         |          |          |          | -   | 0   |
| 1991 | Footwork                             | Footwork FA12C | Ford Cosworth DFR V8  |          |          |          |         |         |          | FRA DNQ  | VB DNQ  | NEM     | MAD     | BEL     | ITA      | POR     | ŠPA      | JAP      | AVS      | -   | 0   |